# トラヤヌスのフォルム
トラヤヌスのフォルム（ラテン語: Forum Traiani，フォルム・トライアニ）、あるいはフォロ・ディ・トライアーノ（イタリア語: Foro di Traiano）は、古代ローマ時代のローマに築かれた皇帝たちのフォルムのうち、最後に建設されたフォルムである。トラヤヌス帝のダキア戦争での勝利を記念して作られた。

## 歴史

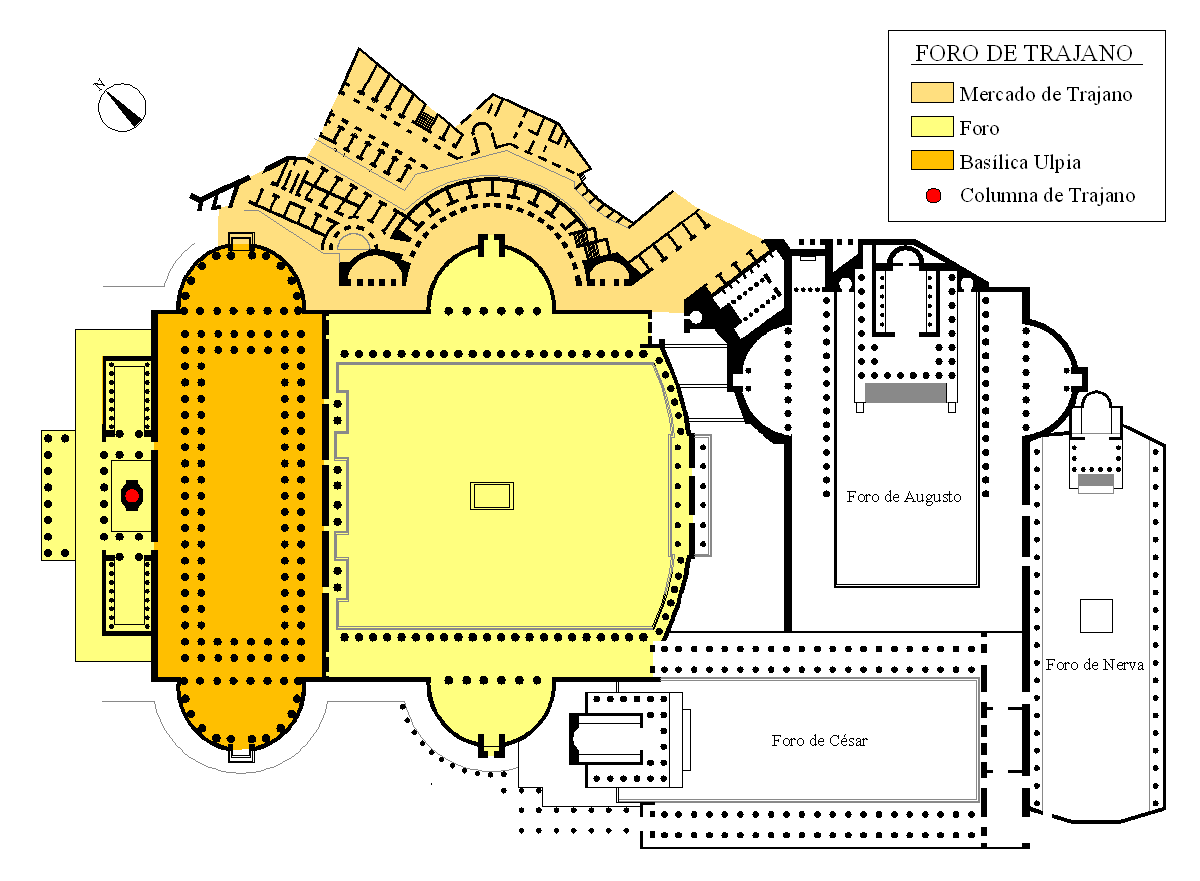
皇帝たちのフォルム内での位置（淡黄色）

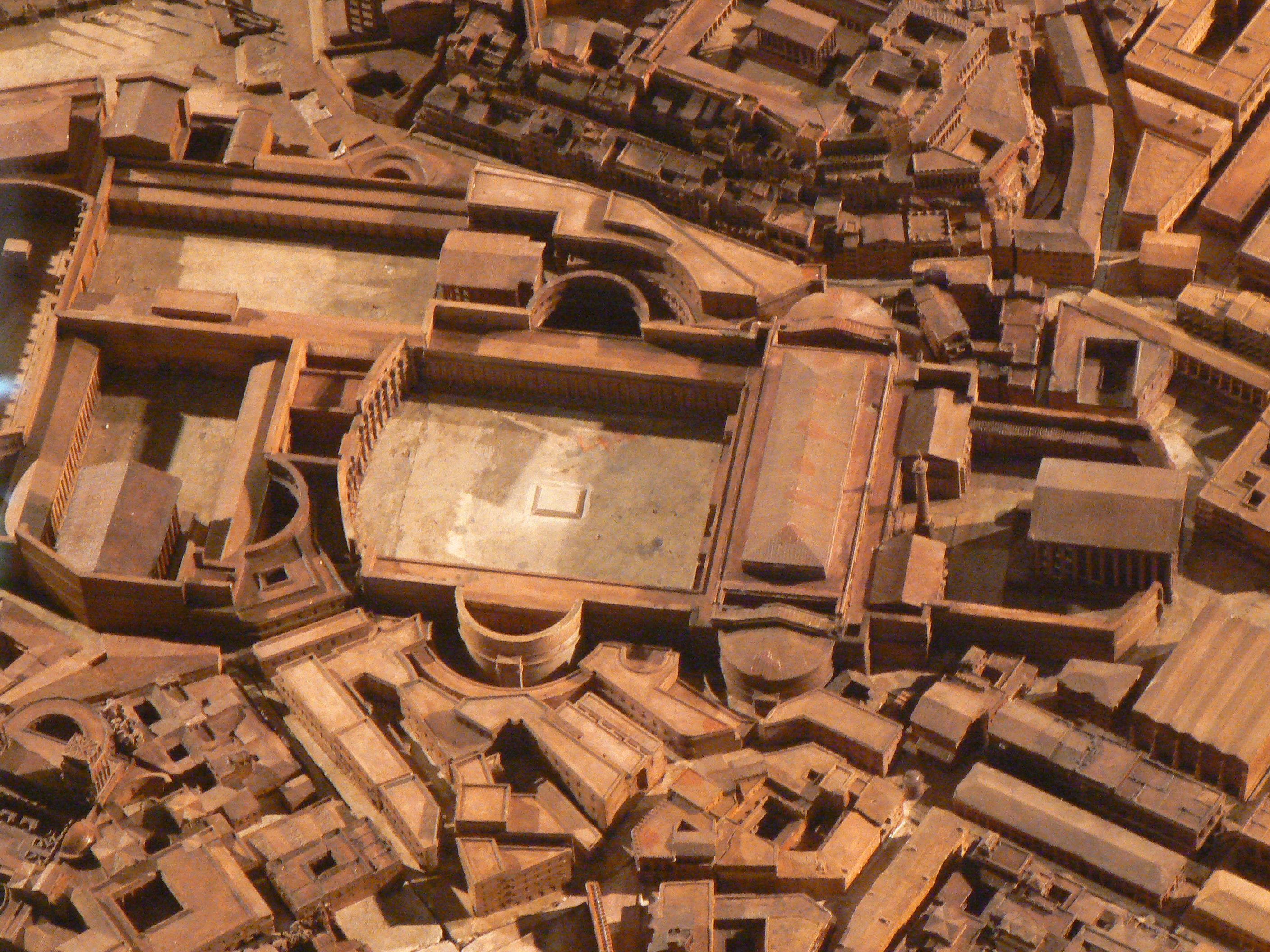
4世紀頃の皇帝たちのフォルム

トラヤヌスのフォルムは、106年にダキア征服を成し遂げ、戦利品とともにローマに戻ったトラヤヌス帝の命によって築かれた。オスティアに残されたファスティ（en）の述べるところでは、フォルムは112年に、トラヤヌスの記念柱（en）は113年に落成した。
この堂々たる総合建築の建造には大規模な掘削が必要であり、作業に当たった労働者たちは、クイリナリスの丘とカピトリヌスの丘の斜面を取り除いた。
丘の掘削はドミティアヌス帝の治世に始まった可能性もあるが、フォルムの計画はトラヤヌスのダキア遠征にも随行した、ダマスカスの建築家アポロドロス（en）によるものである。
建築中には他にもいくつかの計画が施工された。トラヤヌスの市場（en）が建造され、カエサルのフォルム（en）とウェヌス・ゲネトリクスの神殿（en）は修繕された。

## 構成
フォルムは縦横200m×120mという広大な広場から建設された。周囲はストアで囲まれ、東西の両脇にはエクセドラがあった。正門は南側にあり、凱旋門の上には六頭立ての戦車に乗ったトラヤヌス帝の銅像があった。バシリカ・ウルピア（en）が広場の北側にあり、白大理石から作られた矩形の積石が敷かれ、トラヤヌス帝の騎馬銅像が飾られていた。広場の両側には市場があり、それぞれがエクセドラに収まっていた。
バシリカの北側に接して、二棟の図書館があり、それぞれラテン語とギリシャ語の文書を収蔵していた。図書館の間には、38mの高さにそびえるトラヤヌスの記念柱があった。バシリカの北には小規模な広場と、神格化されたトラヤヌスに捧げられた神殿があった。

## ローマ帝国以後
広場の敷石は良質な大理石であったため、9世紀の中ごろになると組織的に取り外され、再利用された。同時期に歩道の補修が行われているので、このころ広場はまだ公共の場として使われていたと考えられる。また、トラヤヌスの植民地としても利用された。

## 註
1. 1 2 3 4 5  Roth, Leland M. (1993). Understanding Architecture: Its Elements, History and Meaning (First ed.). Boulder, CO: Westview Press. ISBN 0-06-430158-3